# یواس‌اس تانتالوس (ای‌آرال-۲۷)
یواس‌اس تانتالوس (ای‌آرال-۲۷) (به انگلیسی: USS Tantalus (ARL-27)) یک کشتی است که طول آن ۳۲۸ فوت (۱۰۰ متر) می‌باشد. این کشتی در سال ۱۹۴۵ ساخته شد.